# Liste von Bühnenstücken mit Schachbezug
Liste von Bühnenwerken, in denen inhaltlich auf das Schachspiel Bezug genommen wird. Nicht aufgenommen sind solche Stücke, bei denen Schach am Rande oder als bloßes Kolorit vorkommt. Für Spielfilme bzw. belletristische Werke mit Schachmotiven siehe Liste von Filmen, in denen Schach vorkommt bzw. Liste belletristischer Literatur mit schachlichem Hauptinhalt.
- Thomas Middleton: A Game at Chess, 1624
- Johann Wolfgang von Goethe: Götz von Berlichingen, 1773, UA 1774, Beginn des 2. Aktes[1]
- Gotthold Ephraim Lessing: Nathan der Weise, 1779, UA 1783
- August Gottlieb Meißner: Der Schachspieler, 1782[2]
- Heinrich Beck: Die Schachmaschine, oder Geniestreich über Geniestreich, Leipzig 1797; Der Schaakmachine, freie Übersetzung ins Holländische von C. Sauer, 1803[2]
- Giuseppe Giacosa: Una partita a scacchi, UA 1873[3]
- Ninette de Valois, Arthur Bliss: Checkmate, Ballett in einem Akt, UA Paris 1937
- Chess, Musical, 1984, UA 1986
- Lars Norén: Bobby Fischer bor i Pasadena , UA Schwedisches Fernsehen 1990; Bobby Fischer wohnt in Pasadena, deutsch von Hansjörg Betschart,  DSE Staatstheater Wiesbaden 1999,[4]; Bobby Fischer vit à Pasadena, französisch von Amélie Berg, 2002[5]